# Álvámpírok
Az álvámpírok (Megadermatidae), az emlősök (Mammalia) osztályába a denevérek (Chiroptera) rendjébe, a kis denevérek (Microchiroptera) alrendjébe tartozó család.
Nevüket onnan kapták, hogy az áldozataiknak először kiszívják a vérét, de utána fel is falják őket. Jellegzetesen hosszú, felfelé álló orrfüggelékük van. Nagy füleik az alapnál összenőttek, fülfedőjük osztott. Általában színes bundát viselnek.

## Rendszerezés
A családba az alábbi 4 nem és 5 faj tartozik:
- Cardioderma (Peters, 1873) – 1 faj
  - szívorrú álvámpír (Cardioderma cor)

- Lavia (Gray, 1838) – 1 faj
  - szellemdenevér vagy sárgaszárnyú denevér (Lavia frons)

- Macroderma (Miller, 1906) – 1 faj
  - fakó álvámpír (Macroderma gigas)

- Megaderma (E. Geoffroy, 1810) – 2 faj